# 神々の饗宴
『神々の饗宴』（かみがみのきょうえん、伊: Festino degli dei）は、イタリアの画家ジョヴァンニ・ベッリーニにより1514年に描かれ、画家ティツィアーノ・ヴェチェッリオにより1529年に加筆が行われた絵画である。『神々の祝祭』とも。
ベッリーニの晩年の作品であり、自らの弟子たち、中でもジョルジョーネの影響を受けていることがうかがえる。ワシントンにあるナショナル・ギャラリーに収蔵されている。

## 作品
古代ギリシャの神々が集っている場面が描かれている。
画面左端に見えている、半人半獣の姿を目印とするサテュロスは、その性格から淫欲や悪徳の擬人像とされる。その隣にいる、赤い服を身につけている男性は、田舎の神、シレノスであり、連れているロバが目印となり、怠惰の擬人像とされる。
そのロバの前で、ワインを酒樽から注いでいるのは、ワインが入れられたグラスと頭につけたブドウの葉の冠を目印とする酒の神、バッコス（バッカス）であり、しばしば豊穣の擬人像とされる。バッコスの近くで白い服を身につけて座っているのは、商人や旅人の守護神、メルクリウス（マーキュリー）であり、杖とヘルメットが目印で、理性と雄弁の擬人像とされる。
メルクリウスの近くで、緑の服と赤いマントを身につけて座っている男性は、海の神、ネプトゥーヌス（ネプチューン）であり、付近の地面に置かれている三つ叉の鉾が目印となり、水の擬人像とされる。